# Taylor Thompson
Taylor Thompson (né le 18 juin 1987 à Montgomery, Alabama, États-Unis) est un lanceur de relève droitier de baseball qui évolue en 2014 en Ligue majeure avec les White Sox de Chicago.

## Carrière
Joueur des Tigers de l'université d'Auburn en Alabama, Taylor Thompson est à deux reprises repêché par les White Sox de Chicago : d'abord en 2008, où il est sélectionné par le club au 25e tour de sélection mais ne signe pas de contrat, puis en 2009, où le joueur d'Auburn s'entend avec les Sox après avoir été réclamé au 44e tour.
Thompson fait ses débuts dans le baseball majeur comme lanceur de relève des White Sox le 20 juillet 2014, alors qu'il lance une manche et deux tiers sans accorder de point aux Astros de Houston. En 5 sorties pour les White Sox en 2014, il lance 5 manches et un tiers mais accorde 6 points mérités sur 9 coups sûrs et 4 buts-sur-balles.
Il est réclamé au ballottage par les Athletics d'Oakland le 4 novembre 2014. Il ne lance qu'un ligues mineures en 2015 avec des clubs affiliés aux Athletics.